# Lasiobelonium subflavidum
Lasiobelonium subflavidum är en svampart som beskrevs av Ellis & Everh. 1897. Lasiobelonium subflavidum ingår i släktet Lasiobelonium och familjen Hyaloscyphaceae.   Inga underarter finns listade i Catalogue of Life.